# Točak Perjasički
Točak Perjasički – wieś w Chorwacji, w żupanii karlowackiej, w gminie Barilović. W 2011 roku liczyła 1 mieszkańca.